# Famille Mussolini
 (juin 2025).
La famille Mussolini est une famille subsistante originaire de Predappio où elle est connue depuis le XVIIe siècle.
Elle compte Benito Mussolini, dictateur italien de 1922 à 1945.

## Histoire
Du XVIIe au XIXe siècle, les Mussolini ne jouent aucun rôle majeur dans l'Histoire de l'Italie.
Le 31 octobre 1922, Benito Mussolini devient chef du gouvernement italien et plusieurs membres de sa famille accèdent à des postes significatifs. Pendant la Libération de l'Italie, plusieurs Mussolini et leurs épouses ou concubines sont exécutés.
De nos jours, la famille Mussolini est notamment représentée par une députée néofasciste, Alessandra Mussolini.

## Filiation
- Paolo Mussolini
  - Francesco (1667-1727), Calboli, marié avec Benedetta Tartagni
    - Paolo, (1702- 1779) Calboli, marié avec Maria Francesca Ghetti
      - Giacomo Antonio, (1737-1810) Montemaggiore, marié avec Maria Francesca Montaguti
        - Giuseppe Domenico Gaspare (1769-1822) marié avec Maria Angela Frassinetti
          - Luigi Giacomo, né en 1805, décédé en 1842, Montemaggiore, marié avec Maria Domenica Frignani
            - Luigi, né le 28 août 1834, décédé en 1908, Montemaggiore, marié avec Caterina Vasumi
              - Alessandro, né le 11 novembre 1854, Collina, décédé le 19 novembre 1910, Forlì (à l’âge de 56 ans), Fabbro (forgeron), marié le 5 mars 1882 avec Rosa Maltoni, née le 22 avril 1858, décédée le 19 février 1905
                - Benito Mussolini,  né le 29 juillet 1883 à Predappio et mort le 28 avril 1945 à Giulino di Mezzegra Relation avec Ida Irene Dalser :
                  - Benito Albino Dalser, (1915-1942) marié le 15 décembre 1915 avec Rachele Guidi :
                  - Edda (1910-1995), mariée le 24 avril 1930, Roma (Italia), avec Galeazzo Ciano, comte de Cortellazzo et de Buccari (1903-1944)

                  - Vittorio, né le 27 septembre 1916, décédé le 12 juin 1997, marié avec Orsola Buvoli
                    - Guido, né le 27 décembre 1937, décédé en 2012 , marié avec Martha Vallejos
                      - Caio avec Francesca Boselli
                        - Carlo
                        - Costanza

                      - Martina, née en 1969, décédée en 2016
                      - Orsola
                      - Vittoria

                    - Adria marié avec Monica Buzzevoli.

                  - Bruno, (1918-1941) marié le 29 octobre 1938, Roma, avec Gina Ruberti
                    - Marina, mariée avec Maurizio Contucci

                  - Romano (1927-2006), marié avec Maria Scicolone
                    - Alessandra, député italienne puis européenne, mariée avec Mauro Floriani

                    - Elisabetta mariée avec Andrea Santoboni
                    - Rachele

                  - Anna Maria (1929-1968)
Relation en 1932 avec Clara Petacci (1912-1945)

                - Arnaldo, né en 1885, décédé le 21 décembre 1931, marié avec Augusta Bondanini, décédée le 14 février 1936
                  - Sandro Italico, né le 3 juillet 1910, décédé le 20 août 1930
                  - Vito, né le 27 septembre 1912, marié le 8 février 1937 avec Silvia Tardini de Rosa
                    - Arnaldo
                    - Maria Vittoria
                    - Claudio

                  - Rosa, mariée le 29 janvier 1938 avec Giovanni Teodorani Fabbri

                - Edvige, mariée en 1907 avec Michele Mancini

              - Alcide, marié avec Rosa Caprincoli
                - Alfredo, marié avec Teresa Appi
                  - Eugenia

                - Venusta
                - Maria
                - Bice
                - Tullio (1908-1944), marié avec Rosa Santini
                  - Giuliano
                  - Tullio